# Pour la Vertu Militaire
Pour la vertu militaire (en francés: por la virtud militar) fue una orden al mérito militar fundada el 25 de febrero de 1769 por el Landgrave Federico II de Hesse-Kassel. La orden, modelada según la prusiana Pour le Mérite, podía ser concedida en una única clase a oficiales del Ejército de Hesse y ejércitos aliados en tiempo de guerra o tiempo de paz por mérito militar. Cuando era concedida en tiempo de paz, solo oficiales con el rango de comandante en adelante era elegibles. En la revolución americana varias unidades de hessianos actuaron como tropas mercenarias con el bando británico. Como consecuencia, varias condecoraciones fueron concedidas por mérito de combate durante este periodo. En 1820 el nombre en francés fue cambiado por el alemán: Militär-Verdienstorden (Orden al Mérito Militar). Fue interrumpida su concesión en 1866, después de la anexión de Hesse-Kassel por el Reino de Prusia. El último caballero en recibirla y portarla, el príncipe Alejandro de Hesse-Darmstadt murió el 15 de diciembre de 1888.

## Insignia
La insignia consistía en una cruz maltesa hecha de oro y esmaltada de color rosa. Sobre la cruz había una enorme corona principesca (a partir de 1803 era una corona real). En los ángulos cruzados leones de Hesse rampantes coronados de oro. En la parte superior del brazo de la cruz está el monograma entrelazado F L (Friedrich Landgraf, en alemán: Federico Landgrave). Después de la muerte del fundador en 1785, este monograma fue cambiado a su sucesor W L (Wilhelm Landgraf, en alemán: Guillermo Landgrave) y después de su elevación a Elector a W K (Wilhelm Kurfürst, en alemán: Guillermo Príncipe elector). En los otros brazos de la cruz (en orden a las manecillas del reloj) se pueden leer las letras VIR TU TI (en latín: Por la valentía). El reverso de la cruz no tenía inscripción.

## Protocolo
La insignia se llevaba en una cinta azul cielo con rayas plateadas que se portaba alrededor del cuello.
Cuando el condecorado fallecía, la decoración debía ser devuelta por los herederos de éste a la Cancillería de la Orden dentro de los tres meses siguientes al día de la muerte.